# Kalika (Bardiya)
Kalika (nep. कालिका) – gaun wikas samiti w zachodniej części Nepalu w strefie Bheri w dystrykcie Bardiya. Według nepalskiego spisu powszechnego z 2001 roku liczył on 1812 gospodarstw domowych i 9950 mieszkańców (4983 kobiet i 4967 mężczyzn).